# Романенко, Денис Геннадьевич
Дени́с Генна́дьевич Романе́нко (рум. Denis Romanenco, род. 18 ноября 1974) — молдавский футболист, вратарь, игрок сборной Молдовы, тренер вратарей клуба «Петрокуб».
Романенко принадлежит рекорд чемпионата Молдовы, его «сухая серия» в сезоне 1998/99 длилась 1154 минуты.
Был основным вратарём в отборочном цикле к ЧМ 2002, но на отбор к чемпионату Европы 2004 вызывался в качестве второго вратаря.